# Vaujours

Vaujours en la Petite Couronne

 Vajours  es una comuna (municipio) de Francia, en la región de Isla de Francia, departamento de Sena-Saint Denis, en el distrito de Le Raincy y cantón de Montfermeil.
No está integrada en ninguna Communauté d'agglomération.

## Demografía
| 554 | 593 | 638 | 641 | 755 | 684 | 969 | 1 228 | 1 310 | 1 440 | 1 546 | 1 102 | 1 734 | 2 193 | 1 923 | 1 828 | 1 910 | 1 914 | 2 057 | 2 163 | 2 311 | 2 673 | 3 218 | 3 221 | 3 082 | 3 972 | 4 536 | 4 748 | 4 726 | 4 885 | 5 214 | 5 570 | 6 047 |
| Para los censos de 1962 a 1999 la población legal corresponde a la población sin duplicidades (Fuente: INSEE [Consultar]) |     |     |     |     |     |     |       |       |       |       |       |       |       |       |       |       |       |       |       |       |       |       |       |       |       |       |       |       |       |       |       |       |